# Kim Jong-suk
Đây là một tên người Triều Tiên, họ là Kim.
Kim Jong-suk, (tiếng Triều Tiên: 김정숙; Hancha: 金正淑; Romaja: Gim Jeong-suk; McCune–Reischauer: Kim Chŏngsuk; Hán-Việt: Kim Chính Thục, 24 tháng 12 năm 1917 – 22 tháng 9 năm 1949) là người vợ đầu tiên của người sáng lập nhà nước CNDCND Triều Tiên Kim Il-sung, mẹ của Kim Jong-il và là bà nội của nhà lãnh đạo đương nhiệm Kim Jong-un. Bà cũng là một quân nhân du kích chống phát xít Nhật Bản và là một nhà hoạt động cộng sản.

## Tiểu sử

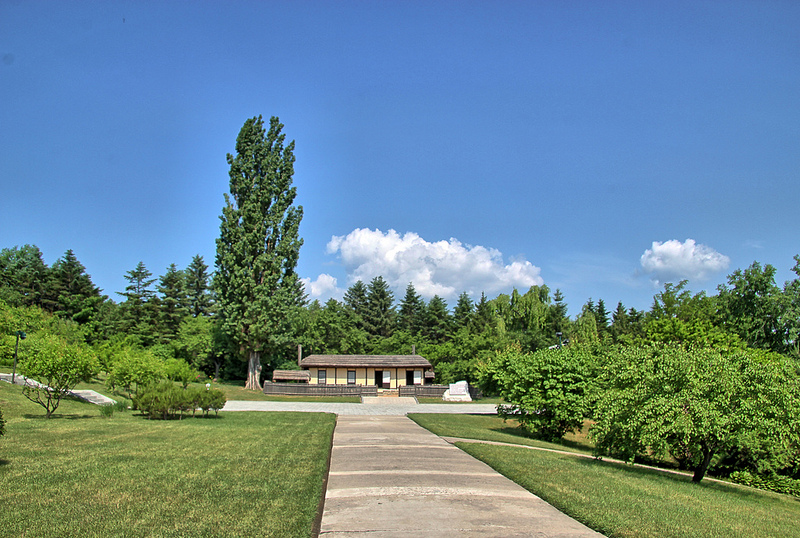
Nơi sinh của Kim Jong-suk ở Hoeryong

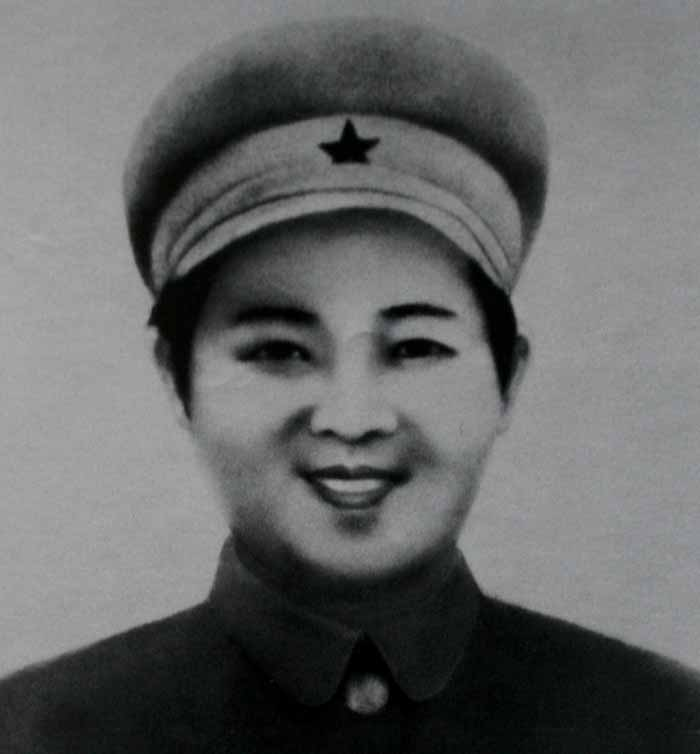
Kim Jong-suk khi còn là thiếu niên (1930)

Kim Jong-suk sinh ngày 24 tháng 12 năm 1917 tại huyện Hoeryong, tỉnh Hamgyong Bắc trong thời kì Triều Tiên thuộc Nhật. Suh Dae-sook viết rằng bà là "chị cả trong số hai con gái của một người nông dân nghèo." Tuy nhiên, Thông tấn xã Trung ương Triều Tiên (KCNA), tuyên bố rằng bà có một em trai, Kim Ki-song, sinh ngày 9 tháng 2 năm 1921.
Kim Jong-suk theo mẹ đến Mãn Châu để tìm cha, nhưng họ phát hiện ra rằng cha bà đã chết ở đó. Ngay sau đó, mẹ bà qua đời và bà trở thành một đứa trẻ mồ côi. Hầu hết các nguồn tin đều đồng ý rằng Kim Jong-suk sau đó gia nhập lực lượng du kích của Kim Il-sung, vào năm 1935 hoặc 1936 với tư cách là người phụ bếp. Tuy nhiên, KCNA báo cáo rằng Kim Jong-suk và Kim Ki-song đã gia nhập lực lượng du kích sau khi mẹ và vợ của anh cả bị quân Nhật sát hại.
Trong thời gian này, Kim Jong-suk đã làm nhiều công việc lặt vặt khác nhau, bị người Nhật bắt giữ vào năm 1937 trong một nỗ lực bí mật để bảo đảm lương thực và thực phẩm. Sau khi được thả ra, bà đã gia nhập đội du kích, nơi bà chủ yếu nấu ăn, may vá và giặt giũ.
Đã từng có thời điểm Kim Jong-suk cứu sống Kim Il-sung. Baik Bong liên quan đến câu chuyện này trong tiểu sử chính thức của Kim Il-sung:
Một ngày nọ, trong khi đơn vị đang diễu hành dưới sự chỉ huy của Tướng Kim Il-sung, năm hoặc sáu kẻ địch bất ngờ tiếp cận qua đám lau sậy và nhắm vào Đại tướng. Sự nguy hiểm sắp xảy ra. Không mất một giây phút nào, đồng chí Kim Jung Sook [Kim Jong-suc] che chắn cho Đại tướng bằng chính cơ thể của mình và bắn hạ kẻ thù bằng khẩu súng lục ổ quay của cô. Đại tướng cũng bắn hạ kẻ thù thứ hai. Hai khẩu súng lục ổ quay lần lượt nổ lên và tiêu diệt kẻ địch trong nháy mắt. Nhưng đây không phải là lần duy nhất những nguy hiểm như vậy xảy ra, và mỗi lần, đồng chí Kim Jung Sook lại thể hiện nỗi căm hờn và nỗ lực bảo vệ Trụ sở của cuộc cách mạng đầy quả cảm bất chấp nguy hiểm đến mạng sống của mình.— 

Kim Jong-suk kết hôn với Kim Il Sung tại Liên Xô, rất có thể là vào năm 1941. Vào ngày 16 tháng 2 năm 1941 (hoặc 1942, các nguồn khác nhau), tại làng Vyatskoye của Liên Xô, Kim Jong-suk đã sinh ra Kim Jong-il, người được đặt tên theo tiếng Nga là "Yuri Irsenovich Kim" và biệt danh "Yura." Năm 1944, Kim Jong-suk hạ sinh con trai thứ hai, Kim Man-il theo tiếng Triều Tiên và "Alexander" hoặc "Shura" theo tiếng Nga. Năm 1946, bà hạ sinh con gái, Kim Kyŏng-hŭi. Augustina Vardugina, một phụ nữ từ Vyatskoye, lúc đó đang ở tuổi thiếu niên khi nhóm du kích của Kim Il-sung cắm trại ở đó, đã nhớ một số thông tin về Kim Jong-suk, như làm thế nào bà ta đến làng để trao đổi khẩu phần quân sự và lấy gà và trứng. Con trai bà, Kim Jong-il, khi ấy nắm tay bà.
Một năm sau khi Cộng hòa Dân chủ Nhân dân Triều Tiên (DPRK) được thành lập và cho đến khi bà qua đời, Kim Jong-suk là đệ nhất phu nhân của Triều Tiên. Gia đình họ Kim sống tại Bình Nhưỡng trong một căn biệt thự có bể bơi, trước kia dành cho sĩ quan Nhật. Cũng ở căn nhà đó mà con thứ Kim Man-il chết đuối trong hồ bơi năm 1948. Theo một số nguồn tin, Kim Jong-suk "là một người phụ nữ nhỏ bé, ít nói, không được giáo dục tốt, nhưng thân thiện và yêu đời." Thiếu tướng N.G. Lebedev, một sĩ quan điều hành của Liên Xô trong thời Liên Xô tạm chiếm đóng Bắc Triều Tiên, đã nhớ lại Kim Jong-suk là "một phụ nữ hoạt bát và hào phóng, luôn nấu một lượng thức ăn khổng lồ cho các tướng lĩnh đói khát của Liên Xô khi họ đến thăm nhà Kim Il-sung."

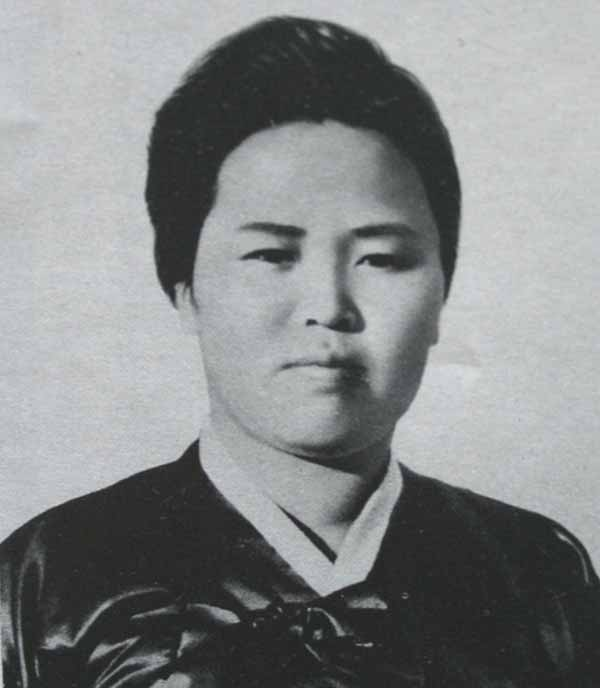
Kim jong-suk năm 1947

## Qua đời
Kim Jong-suk qua đời ở Bình Nhưỡng vào năm 1949. Câu chuyện chính thức là bà ấy đã mất vì "những khó khăn mà bà ấy phải chịu đựng trong những năm làm chiến binh du kích." Câu chuyện không chính thức là bà mất trong khi sinh con, dẫn đến thai chết lưu. Cái chết của bà, tuy nhiên, được bỏ qua khỏi tiểu sử chính thức. Một số người nói rằng bà đã mất vì bệnh lao, và có những câu chuyện khác cho rằng bà đã bị bắn và mất máu đến chết.

## Di sản

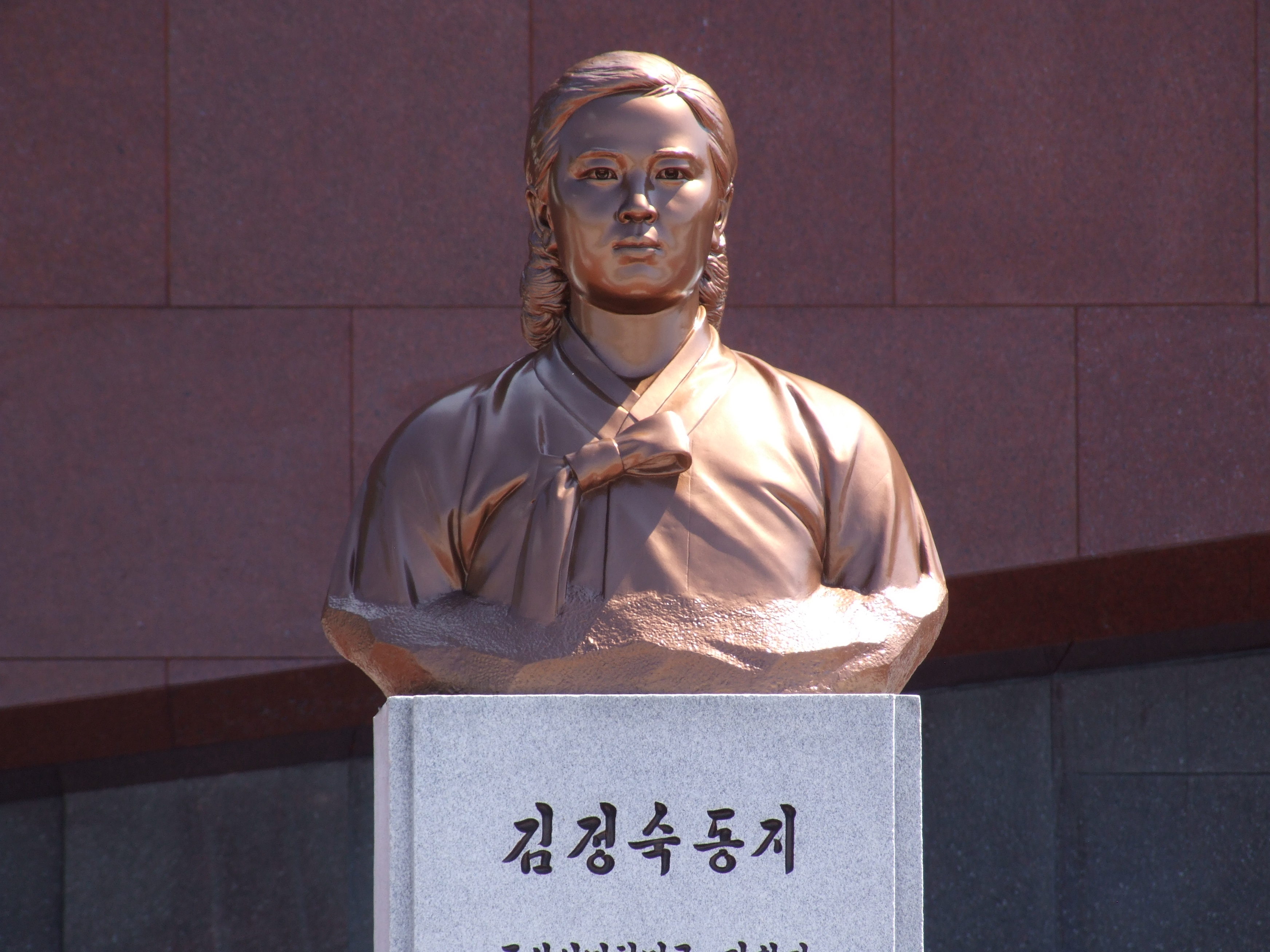
Mộ của Kim Jong-suk tại Nghĩa trang Liệt sĩ Cách mạng

Sau khi Kim Jong il kế nhiệm Kim Il Sung, ông bắt đầu biến mẹ mình, Kim Jong-suk, thành "một người bất tử của cách mạng". Chiến dịch này đã tạo ra "một bộ ba thần thánh được gọi là 'Ba vị tướng'". Thay vì mô tả Kim Jong-suk là người phụ nữ thầm lặng, bà trở thành nữ anh hùng của cuộc cách mạng. Trang web của Mặt trận Dân chủ Quốc gia Triều Tiên (NDFSK) nói rằng bà là "một nữ anh hùng vô song.. Một nữ anh hùng chống Nhật.... một người giữ chân trung thành, người không những đã trung thành với tướng quân [Kim Il-sung] mà còn là một nhân viên cứu hộ bảo vệ vị tướng của mọi tình huống nguy hiểm."
Kim Jong-suk được ghi nhận là đã "tiến hành các buổi hướng dẫn tại chỗ" và là một "chiến lược gia vĩ đại". Ở thị trấn Hoeryong của bà, "một bảo tàng, một thư viện, một bức tượng, một quảng trường và ngôi nhà nơi bà được sinh ra được dành riêng cho 'Người mẹ của đất nước Triều Tiên.'" Bà đã sắp xếp huấn luyện nhảy dù và giành chiến thắng trong một số cuộc thi bắn súng. Một câu chuyện kể rằng bà sẽ giặt tất của Kim Il-sung và phơi chúng trong tâm trí của mình, hoặc cắt tóc và trải nó trong giày Kim Il-sung.
Michael Harrold, trong cuốn hồi ký Đồng chí và Người lạ, kể về một số câu chuyện ông đã nghe về Kim Jong-suk khi còn ở Bắc Triều Tiên. Theo ông, có một đài tưởng niệm gần Núi Kim Cương đánh dấu nơi Kim Jong-suk dừng lại "khi bà nhận ra mình đã quên mang theo bữa trưa cho nhà lãnh đạo vĩ đại, và đã quay lại để chuẩn bị thứ gì đó cho bữa ăn khi ông trở về từ núi". Kim Jong-suk cũng được ghi nhận là người truyền cảm hứng cho Kim Jong-il xây dựng khách sạn Ryugyong tại Bình Nhưỡng sau này. Ông Gurold kể rằng Kim Jong-suk đã nói với Kim Jong-il khi ấy còn là một đứa trẻ rằng ông "phải xây dựng nhà cao tầng cho người dân, từ 30 hoặc thậm chí 40 tầng", và ông khi ấy đã trả lời rằng ông sẽ xây nhà ở cao 100 tầng. Điều này dẫn đến việc khách sạn Ryugyong 105 tầng được xây dựng, nhưng đến nay nó vẫn chưa được mở cửa.
Vào ngày 1 tháng 6 năm 2015, Daily NK đưa tin rằng nhẫn cưới của Kim Jong-suk đã bị mất tích từ Bảo tàng Cách mạng Triều Tiên của Bình Nhưỡng vào khoảng cuối tháng 5. Các vật phẩm thuộc về các nhân vật chủ chốt của gia tộc Kim có tầm quan trọng rất lớn. Năm 2010, truyền hình nhà nước đã phát sóng một chương trình dành riêng cho câu chuyện đằng sau chiếc nhẫn, được cố tình trao cho bà bởi Kim Il-sung vào năm 1938 cho vai trò của bà trong phong trào du kích chống Nhật.

## Gia phả
|                      |                      |                      |                      |                      |                      |                    |                    |                        |                        |                        |                        |                        |                        |                        |                        |                        |                        |                       |                       |                       |                       |                     |                     |                       |                       |                       |                       |                       |                       |                        |                        |                        |                        | Kim Bo-hyon 1871–1955   |                         |                         |                         |                         |                         |                       |                       |                        |                        |                        |                        |                        |                        |                          |                          |                          |                          |                          |                          |                   |                   |                    |                    |                    |                    |                    |                    |
|                      |                      |                      |                      |                      |                      |                    |                    |                        |                        |                        |                        |                        |                        |                        |                        |                        |                        |                       |                       |                       |                       |                     |                     |                       |                       |                       |                       |                       |                       |                        |                        |                        |                        |                         |                         |                         |                         |                         |                         |                       |                       |                        |                        |                        |                        |                        |                        |                          |                          |                          |                          |                          |                          |                   |                   |                    |                    |                    |                    |                    |                    |
|                      |                      |                      |                      |                      |                      |                    |                    |                        |                        |                        |                        |                        |                        |                        |                        |                        |                        |                       |                       |                       |                       |                     |                     |                       |                       |                       |                       |                       |                       |                        |                        |                        |                        | Kim Hyong-jik 1894–1926 | Kim Hyong-jik 1894–1926 | Kim Hyong-jik 1894–1926 | Kim Hyong-jik 1894–1926 | Kim Hyong-jik 1894–1926 | Kim Hyong-jik 1894–1926 |                       |                       | Kang Pan-sŏk 1892–1932 | Kang Pan-sŏk 1892–1932 | Kang Pan-sŏk 1892–1932 | Kang Pan-sŏk 1892–1932 | Kang Pan-sŏk 1892–1932 | Kang Pan-sŏk 1892–1932 |                          |                          |                          |                          |                          |                          |                   |                   |                    |                    |                    |                    |                    |                    |
|                      |                      |                      |                      |                      |                      |                    |                    |                        |                        |                        |                        |                        |                        |                        |                        |                        |                        |                       |                       |                       |                       |                     |                     |                       |                       |                       |                       |                       |                       |                        |                        |                        |                        | Kim Hyong-jik 1894–1926 | Kim Hyong-jik 1894–1926 | Kim Hyong-jik 1894–1926 | Kim Hyong-jik 1894–1926 | Kim Hyong-jik 1894–1926 | Kim Hyong-jik 1894–1926 |                       |                       | Kang Pan-sŏk 1892–1932 | Kang Pan-sŏk 1892–1932 | Kang Pan-sŏk 1892–1932 | Kang Pan-sŏk 1892–1932 | Kang Pan-sŏk 1892–1932 | Kang Pan-sŏk 1892–1932 |                          |                          |                          |                          |                          |                          |                   |                   |                    |                    |                    |                    |                    |                    |
|                      |                      |                      |                      |                      |                      |                    |                    |                        |                        |                        |                        |                        |                        |                        |                        |                        |                        |                       |                       |                       |                       |                     |                     |                       |                       |                       |                       |                       |                       |                        |                        |                        |                        |                         |                         |                         |                         |                         |                         |                       |                       |                        |                        |                        |                        |                        |                        |                          |                          |                          |                          |                          |                          |                   |                   |                    |                    |                    |                    |                    |                    |
|                      |                      |                      |                      |                      |                      |                    |                    |                        |                        |                        |                        |                        |                        |                        |                        |                        |                        |                       |                       |                       |                       |                     |                     |                       |                       |                       |                       |                       |                       |                        |                        |                        |                        |                         |                         |                         |                         |                         |                         |                       |                       |                        |                        |                        |                        |                        |                        |                          |                          |                          |                          |                          |                          |                   |                   |                    |                    |                    |                    |                    |                    |
|                      |                      |                      |                      |                      |                      |                    |                    |                        |                        |                        |                        |                        |                        |                        |                        |                        |                        |                       |                       |                       |                       |                     |                     |                       |                       |                       |                       |                       |                       | Kim Jong-suk 1919–1949 | Kim Jong-suk 1919–1949 | Kim Jong-suk 1919–1949 | Kim Jong-suk 1919–1949 | Kim Jong-suk 1919–1949  | Kim Jong-suk 1919–1949  |                         |                         | Kim Il-sung 1912–1994   | Kim Il-sung 1912–1994   | Kim Il-sung 1912–1994 | Kim Il-sung 1912–1994 | Kim Il-sung 1912–1994  | Kim Il-sung 1912–1994  |                        |                        | Kim Sung-ae 1928–?     | Kim Sung-ae 1928–?     | Kim Sung-ae 1928–?       | Kim Sung-ae 1928–?       | Kim Sung-ae 1928–?       | Kim Sung-ae 1928–?       |                          |                          | Kim Yong-ju 1920– | Kim Yong-ju 1920– | Kim Yong-ju 1920–  | Kim Yong-ju 1920–  | Kim Yong-ju 1920–  | Kim Yong-ju 1920–  |                    |                    |
|                      |                      |                      |                      |                      |                      |                    |                    |                        |                        |                        |                        |                        |                        |                        |                        |                        |                        |                       |                       |                       |                       |                     |                     |                       |                       |                       |                       |                       |                       | Kim Jong-suk 1919–1949 | Kim Jong-suk 1919–1949 | Kim Jong-suk 1919–1949 | Kim Jong-suk 1919–1949 | Kim Jong-suk 1919–1949  | Kim Jong-suk 1919–1949  |                         |                         | Kim Il-sung 1912–1994   | Kim Il-sung 1912–1994   | Kim Il-sung 1912–1994 | Kim Il-sung 1912–1994 | Kim Il-sung 1912–1994  | Kim Il-sung 1912–1994  |                        |                        | Kim Sung-ae 1928–?     | Kim Sung-ae 1928–?     | Kim Sung-ae 1928–?       | Kim Sung-ae 1928–?       | Kim Sung-ae 1928–?       | Kim Sung-ae 1928–?       |                          |                          | Kim Yong-ju 1920– | Kim Yong-ju 1920– | Kim Yong-ju 1920–  | Kim Yong-ju 1920–  | Kim Yong-ju 1920–  | Kim Yong-ju 1920–  |                    |                    |
|                      |                      |                      |                      |                      |                      |                    |                    |                        |                        |                        |                        |                        |                        |                        |                        |                        |                        |                       |                       |                       |                       |                     |                     |                       |                       |                       |                       |                       |                       |                        |                        |                        |                        |                         |                         |                         |                         |                         |                         |                       |                       |                        |                        |                        |                        |                        |                        |                          |                          |                          |                          |                          |                          |                   |                   |                    |                    |                    |                    |                    |                    |
|                      |                      |                      |                      |                      |                      |                    |                    |                        |                        |                        |                        |                        |                        |                        |                        |                        |                        |                       |                       |                       |                       |                     |                     |                       |                       |                       |                       |                       |                       |                        |                        |                        |                        |                         |                         |                         |                         |                         |                         |                       |                       |                        |                        |                        |                        |                        |                        |                          |                          |                          |                          |                          |                          |                   |                   |                    |                    |                    |                    |                    |                    |
|                      |                      |                      |                      |                      |                      |                    |                    |                        |                        |                        |                        |                        |                        |                        |                        |                        |                        |                       |                       |                       |                       |                     |                     |                       |                       |                       |                       |                       |                       |                        |                        |                        |                        |                         |                         |                         |                         |                         |                         |                       |                       |                        |                        |                        |                        |                        |                        |                          |                          |                          |                          |                          |                          |                   |                   |                    |                    |                    |                    |                    |                    |
|                      |                      |                      |                      |                      |                      |                    |                    |                        |                        |                        |                        |                        |                        |                        |                        |                        |                        |                       |                       |                       |                       |                     |                     |                       |                       |                       |                       |                       |                       |                        |                        |                        |                        |                         |                         |                         |                         |                         |                         |                       |                       |                        |                        |                        |                        |                        |                        |                          |                          |                          |                          |                          |                          |                   |                   |                    |                    |                    |                    |                    |                    |
| Kim Young-sook 1947– | Kim Young-sook 1947– | Kim Young-sook 1947– | Kim Young-sook 1947– | Kim Young-sook 1947– | Kim Young-sook 1947– |                    |                    | Song Hye-rim 1937–2002 | Song Hye-rim 1937–2002 | Song Hye-rim 1937–2002 | Song Hye-rim 1937–2002 | Song Hye-rim 1937–2002 | Song Hye-rim 1937–2002 |                        |                        | Kim Jong-il 1941–2011  | Kim Jong-il 1941–2011  | Kim Jong-il 1941–2011 | Kim Jong-il 1941–2011 | Kim Jong-il 1941–2011 | Kim Jong-il 1941–2011 |                     |                     | Ko Yong-hui 1953–2004 | Ko Yong-hui 1953–2004 | Ko Yong-hui 1953–2004 | Ko Yong-hui 1953–2004 | Ko Yong-hui 1953–2004 | Ko Yong-hui 1953–2004 |                        |                        | Kim Ok 1964–           | Kim Ok 1964–           | Kim Ok 1964–            | Kim Ok 1964–            | Kim Ok 1964–            | Kim Ok 1964–            |                         |                         | Kim Kyong-hui 1946–   | Kim Kyong-hui 1946–   | Kim Kyong-hui 1946–    | Kim Kyong-hui 1946–    | Kim Kyong-hui 1946–    | Kim Kyong-hui 1946–    |                        |                        | Jang Sung-taek 1946–2013 | Jang Sung-taek 1946–2013 | Jang Sung-taek 1946–2013 | Jang Sung-taek 1946–2013 | Jang Sung-taek 1946–2013 | Jang Sung-taek 1946–2013 |                   |                   | Kim Pyong-il 1954– | Kim Pyong-il 1954– | Kim Pyong-il 1954– | Kim Pyong-il 1954– | Kim Pyong-il 1954– | Kim Pyong-il 1954– |
| Kim Young-sook 1947– | Kim Young-sook 1947– | Kim Young-sook 1947– | Kim Young-sook 1947– | Kim Young-sook 1947– | Kim Young-sook 1947– |                    |                    | Song Hye-rim 1937–2002 | Song Hye-rim 1937–2002 | Song Hye-rim 1937–2002 | Song Hye-rim 1937–2002 | Song Hye-rim 1937–2002 | Song Hye-rim 1937–2002 |                        |                        | Kim Jong-il 1941–2011  | Kim Jong-il 1941–2011  | Kim Jong-il 1941–2011 | Kim Jong-il 1941–2011 | Kim Jong-il 1941–2011 | Kim Jong-il 1941–2011 |                     |                     | Ko Yong-hui 1953–2004 | Ko Yong-hui 1953–2004 | Ko Yong-hui 1953–2004 | Ko Yong-hui 1953–2004 | Ko Yong-hui 1953–2004 | Ko Yong-hui 1953–2004 |                        |                        | Kim Ok 1964–           | Kim Ok 1964–           | Kim Ok 1964–            | Kim Ok 1964–            | Kim Ok 1964–            | Kim Ok 1964–            |                         |                         | Kim Kyong-hui 1946–   | Kim Kyong-hui 1946–   | Kim Kyong-hui 1946–    | Kim Kyong-hui 1946–    | Kim Kyong-hui 1946–    | Kim Kyong-hui 1946–    |                        |                        | Jang Sung-taek 1946–2013 | Jang Sung-taek 1946–2013 | Jang Sung-taek 1946–2013 | Jang Sung-taek 1946–2013 | Jang Sung-taek 1946–2013 | Jang Sung-taek 1946–2013 |                   |                   | Kim Pyong-il 1954– | Kim Pyong-il 1954– | Kim Pyong-il 1954– | Kim Pyong-il 1954– | Kim Pyong-il 1954– | Kim Pyong-il 1954– |
|                      |                      |                      |                      |                      |                      |                    |                    |                        |                        |                        |                        |                        |                        |                        |                        |                        |                        |                       |                       |                       |                       |                     |                     |                       |                       |                       |                       |                       |                       |                        |                        |                        |                        |                         |                         |                         |                         |                         |                         |                       |                       |                        |                        |                        |                        |                        |                        |                          |                          |                          |                          |                          |                          |                   |                   |                    |                    |                    |                    |                    |                    |
|                      |                      |                      |                      |                      |                      |                    |                    |                        |                        |                        |                        |                        |                        |                        |                        |                        |                        |                       |                       |                       |                       |                     |                     |                       |                       |                       |                       |                       |                       |                        |                        |                        |                        |                         |                         |                         |                         |                         |                         |                       |                       |                        |                        |                        |                        |                        |                        |                          |                          |                          |                          |                          |                          |                   |                   |                    |                    |                    |                    |                    |                    |
|                      |                      |                      |                      | Kim Sul-song 1974–   | Kim Sul-song 1974–   | Kim Sul-song 1974– | Kim Sul-song 1974– | Kim Sul-song 1974–     | Kim Sul-song 1974–     |                        |                        | Kim Jong-nam 1971–2017 | Kim Jong-nam 1971–2017 | Kim Jong-nam 1971–2017 | Kim Jong-nam 1971–2017 | Kim Jong-nam 1971–2017 | Kim Jong-nam 1971–2017 |                       |                       | Kim Jong-chul 1981–   | Kim Jong-chul 1981–   | Kim Jong-chul 1981– | Kim Jong-chul 1981– | Kim Jong-chul 1981–   | Kim Jong-chul 1981–   |                       |                       | Kim Jong-un 1983–     | Kim Jong-un 1983–     | Kim Jong-un 1983–      | Kim Jong-un 1983–      | Kim Jong-un 1983–      | Kim Jong-un 1983–      |                         |                         | Ri Sol-ju k. 1986–      | Ri Sol-ju k. 1986–      | Ri Sol-ju k. 1986–      | Ri Sol-ju k. 1986–      | Ri Sol-ju k. 1986–    | Ri Sol-ju k. 1986–    |                        |                        | Kim Yo-jong 1987–      | Kim Yo-jong 1987–      | Kim Yo-jong 1987–      | Kim Yo-jong 1987–      | Kim Yo-jong 1987–        | Kim Yo-jong 1987–        |                          |                          |                          |                          |                   |                   |                    |                    |                    |                    |                    |                    |
|                      |                      |                      |                      | Kim Sul-song 1974–   | Kim Sul-song 1974–   | Kim Sul-song 1974– | Kim Sul-song 1974– | Kim Sul-song 1974–     | Kim Sul-song 1974–     |                        |                        | Kim Jong-nam 1971–2017 | Kim Jong-nam 1971–2017 | Kim Jong-nam 1971–2017 | Kim Jong-nam 1971–2017 | Kim Jong-nam 1971–2017 | Kim Jong-nam 1971–2017 |                       |                       | Kim Jong-chul 1981–   | Kim Jong-chul 1981–   | Kim Jong-chul 1981– | Kim Jong-chul 1981– | Kim Jong-chul 1981–   | Kim Jong-chul 1981–   |                       |                       | Kim Jong-un 1983–     | Kim Jong-un 1983–     | Kim Jong-un 1983–      | Kim Jong-un 1983–      | Kim Jong-un 1983–      | Kim Jong-un 1983–      |                         |                         | Ri Sol-ju k. 1986–      | Ri Sol-ju k. 1986–      | Ri Sol-ju k. 1986–      | Ri Sol-ju k. 1986–      | Ri Sol-ju k. 1986–    | Ri Sol-ju k. 1986–    |                        |                        | Kim Yo-jong 1987–      | Kim Yo-jong 1987–      | Kim Yo-jong 1987–      | Kim Yo-jong 1987–      | Kim Yo-jong 1987–        | Kim Yo-jong 1987–        |                          |                          |                          |                          |                   |                   |                    |                    |                    |                    |                    |                    |
|                      |                      |                      |                      |                      |                      |                    |                    |                        |                        |                        |                        |                        |                        |                        |                        |                        |                        |                       |                       |                       |                       |                     |                     |                       |                       |                       |                       |                       |                       |                        |                        |                        |                        |                         |                         |                         |                         |                         |                         |                       |                       |                        |                        |                        |                        |                        |                        |                          |                          |                          |                          |                          |                          |                   |                   |                    |                    |                    |                    |                    |                    |
|                      |                      |                      |                      |                      |                      |                    |                    |                        |                        |                        |                        | Kim Han-sol 1995–      | Kim Han-sol 1995–      | Kim Han-sol 1995–      | Kim Han-sol 1995–      | Kim Han-sol 1995–      | Kim Han-sol 1995–      |                       |                       |                       |                       |                     |                     |                       |                       |                       |                       |                       |                       |                        |                        | Kim Ju-ae k. 2012–     | Kim Ju-ae k. 2012–     | Kim Ju-ae k. 2012–      | Kim Ju-ae k. 2012–      | Kim Ju-ae k. 2012–      | Kim Ju-ae k. 2012–      |                         |                         |                       |                       |                        |                        |                        |                        |                        |                        |                          |                          |                          |                          |                          |                          |                   |                   |                    |                    |                    |                    |                    |                    |